# Motocross des Nations

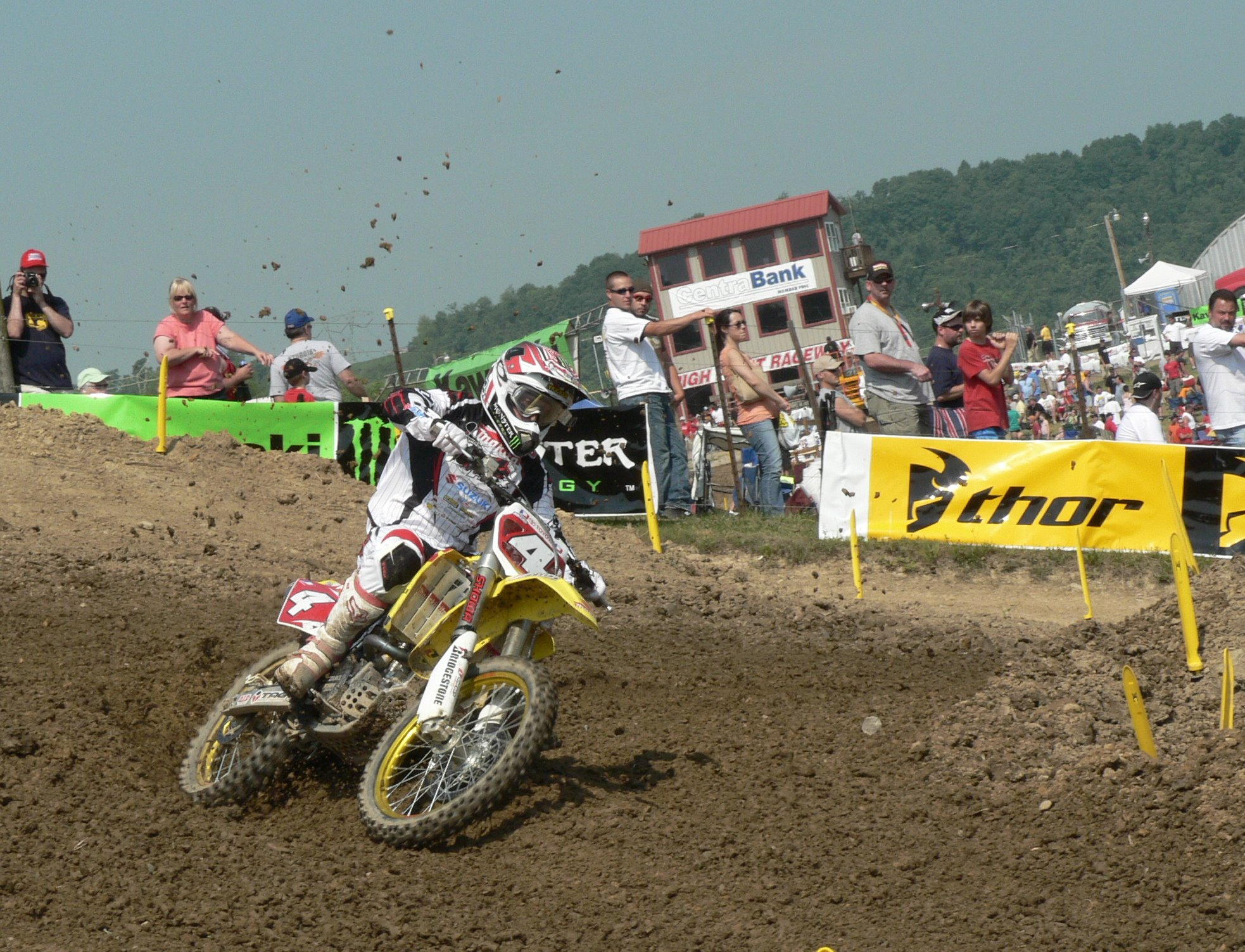
Ricky Carmichael 2007, vinnare av 2005 års tävling.

Motocross des Nations (MXDN) är namnet på lag-VM i motocross. Det är internationella motorcykelförbundets , FIM, äldsta världsmästerskap. Motocross des Nations kördes första gången 1947. Storbritannien dominerade inledningsvis tävlingen och har 16 VM-titlar, men USA är framgångsrikast genom tiderna med 18 titlar, trots att landet inte debuterade förrän 1972. USA har också den längsta segersviten, 1981 - 1993. Även Belgien och Sverige har ett flertal titlar. År 2004 bytte Youthstream och FIM namnet på tävlingen från Motocross des Nations till Motocross Of Nations (MXON).
Reglerna har ändrats flera gånger genom åren. Först körde man med 500-kubiksmotorcyklar. Varje land fick ställa upp med 4 förare och de tre bästa resultaten räknades. Från 1986 deltog förutom 500cc-motorcyklar även 250cc och 125cc i Motocross des Nations. Tidigare hade de sistnämnda klasserna haft egna lag-VM: Trophée des Nations för 250-klassen kördes ären 1961-1984 och Coupe des Nations för 125-klassen kördes åren 1981-1984.
Motocross des Nations har alltid varit en prestigefull tävling och detta har förstärkts sedan USA började delta, eftersom de främsta amerikanska stjärnorna sällan deltar i de individuella världsmästerskapen, utan kör en egen serie. Lag-VM blir det tillfälle då de två motocross-världarna får tillfälle att mäta sina krafter.

## Segrare i Motocross des Nations
| År   | Arrangörsland : bana             | Vinnare         | Förare                                                                   |
| ---- | -------------------------------- | --------------- | ------------------------------------------------------------------------ |
| 1947 | Nederländerna : Wassenaar        | Storbritannien  | Bill Nicholson , Fred Rist , Bob Ray                                     |
| 1948 | Belgien : Spa                    | Belgien         | Jansen , Cox , Milhoux                                                   |
| 1949 | Storbritannien : Brands Hatch    | Storbritannien  | Lines , Manns , Soovell                                                  |
| 1950 | Sverige : Skillingaryd           | Storbritannien  | Draper , Hall , Lines                                                    |
| 1951 | Belgien : Namur                  | Belgien         | Leloup , Jansen , Meunier                                                |
| 1952 | Storbritannien : Brands Hatch    | Storbritannien  | Stonebridge , Ward , Nex                                                 |
| 1953 | Sverige : Skillingaryd           | Storbritannien  | Archer , Draper , Ward                                                   |
| 1954 | Nederländerna : Norg             | Storbritannien  | Ward , Stonebridge , Curtis                                              |
| 1955 | Danmark: Randers                 | Sverige         | Bill Nilsson , Sten Lundin , Gustavsson                                  |
| 1956 | Belgien : Namur                  | Storbritannien  | Jeff Smith , Ward , Draper                                               |
| 1957 | Storbritannien : Brands Hatch    | Storbritannien  | Smith , Curtis , Martin                                                  |
| 1958 | Sverige : Knutstorp              | Sverige         | Bill Nilsson , Gustavsson , Ove Lundell                                  |
| 1959 | Belgien : Namur                  | Storbritannien  | Rickman , Smith , Draper                                                 |
| 1960 | Frankrike : Cassel               | Storbritannien  | Rickman , Curtis , Smith                                                 |
| 1961 | Nederländerna : Schijndel        | Sverige         | Bill Nilsson , Rolf Tibblin , Ove Lundell                                |
| 1962 | Schweiz : Wohlen                 | Sverige         | Rolf Tibblin , Johanson , Ove Lundell                                    |
| 1963 | Sverige : Knutstorp              | Storbritannien  | D.E. Rickman , D.J. Rickman , Burton                                     |
| 1964 | Storbritannien : Hawstone Park   | Storbritannien  | Smith , D.E. Rickman , D.J. Rickman                                      |
| 1965 | Belgien : Namur                  | Storbritannien  | Smith , Eastwood , Lampkin                                               |
| 1966 | Frankrike : Remalard             | Storbritannien  | Bickers , Rickman , Eastwood                                             |
| 1967 | Nederländerna : Markelo          | Storbritannien  | Eastwood , Bickers , Smith                                               |
| 1968 | Sovjetunionen : Kishinev         | Sovjetunionen   | Shinkarenko , Petushkov , Pogrbniak , Angers                             |
| 1969 | Storbritannien : Farleigh Castle | Belgien         | Roger DeCoster , Teuwissen , Joël Robert , Eric Geboers                  |
| 1970 | Italien : Maggiora               | Sverige         | Christer Hammargren , Arne Kring , Bengt Åberg , Åke Jonsson             |
| 1971 | Frankrike : Vannes               | Sverige         | Åke Jonsson , Bengt Åberg , Olle Petersson , Christer Hammargren         |
| 1972 | Nederländerna : Norg             | Belgien         | Roger DeCoster , Jaak Van Velthoven , Van De Vorst                       |
| 1973 | Schweiz : Wohlen                 | Belgien         | Roger DeCoster , René Heeren , Jaak Van Velthoven , Sylvain Geboers      |
| 1974 | Sverige : Huskvarna              | Sverige         | Bengt Åberg , Arne Kring , Håkan Andersson , Åke Jonsson                 |
| 1975 | Tjeckoslovakien : Sedlcany       | Tjeckoslovakien | Antonin Barbowsky , Juri Churavy , Novacek , Velky                       |
| 1976 | Nederländerna : Saint Anthonis   | Belgien         | Roger DeCoster , Gaston Rahier , Harry Everts , Jaak Van Velthoven       |
| 1977 | Frankrike : Cognac               | Belgien         | André Malherbe , Jaak Van Velthoven , Roger DeCoster , Jean-Paul Mingels |
| 1978 | Västtyskland : Gaildorf          | Sovjetunionen   | Guennady Moisseev , Vladimir Karinov ,Valery Korneev , Khudiakov         |
| 1979 | Finland : Ruskeasanta            | Belgien         | Roger DeCoster , Harry Everts , André Malherbe , Ivan Van den Broek      |
| 1980 | Storbritannien : Farleigh Castle | Belgien         | André Malherbe , Georges Jobé , André Vromans , Ivan Van den Broek       |
| 1981 | Västtyskland : Bielstein         | USA             | Chuck Sun , Johnny O’Mara , Danny Laporte , Donnie Hansen                |
| 1982 | Schweiz : Wohlen                 | USA             | David Bailey , Johnny O’Mara , Danny Chandler , Jim Gibson               |
| 1983 | Belgien : Angreau                | USA             | David Bailey , Mark Barnett , Jeff Ward , Broc Glover                    |
| 1984 | Finland : Vantaa                 | USA             | David Bailey , Johnny O’Mara , Jeff Ward , Ricky Johnson                 |
| 1985 | Västtyskland : Gaildorf          | USA             | David Bailey , Jeff Ward , Ron Lechien                                   |
| 1986 | Italien : Maggiora               | USA             | David Bailey , Ricky Johnson , Johnny O’Mara                             |
| 1987 | USA : Unadilla Valley            | USA             | Bob Hannah , Ricky Johnson , Jeff Ward                                   |
| 1988 | Frankrike : Villars sous Ecot    | USA             | Ron Lechien , Ricky Johnson , Jeff Ward                                  |
| 1989 | Västtyskland : Gaildorf          | USA             | Jeff Ward , Jeff Stanton , Mike Kiedrowski                               |
| 1990 | Sverige : Vimmerby               | USA             | Jeff Ward , Jeff Stanton, Damon Bradshaw                                 |
| 1991 | Nederländerna : Valkenswaard     | USA             | Mike Kiedrowski , Jeff Stanton, Damon Bradshaw                           |
| 1992 | Australien : Manjimup            | USA             | Billy Liles , Mike La Rocco , Jeff Emig                                  |
| 1993 | Österrike : Schwanenstadt        | USA             | Mike Kiedrowski , Jeremy McGrath , Jeff Emig                             |
| 1994 | Schweiz : Roggenburg             | Storbritannien  | Kurt Nicoll , Rob Herring , Paul Malin                                   |
| 1995 | Slovakien : Sverepec             | Belgien         | Joël Smets , Marnicq Bervoets , Stefan Everts                            |
| 1996 | Spanien : Jerez de la Frontera   | USA             | Jeff Emig , Jeremy Mc Grath , Steve Lamson                               |
| 1997 | Belgien : Nismes                 | Belgien         | Marnicq Bervoets , Stefan Everts , Joël Smets                            |
| 1998 | Storbritannien : FoxHill         | Belgien         | Stefan Everts , Marnicq Bervoets , Patrick Caps                          |
| 1999 | Brasilien : Indaiatuba           | Italien         | Alessio Chiodi , Claudio Federici , Andrea Bartolini                     |
| 2000 | Frankrike : Saint Jean D'angely  | USA             | Travis Pastrana , Ricky Carmichael , Ryan Hughes                         |
| 2001 | Belgien : Namur                  | Frankrike       | Yves Demaria , Luigi Séguy , David Vuillemin                             |
| 2002 | Spanien : Bellpuig               | Italien         | Andrea Bartolini , Alessio Chiodi , Alessandro Puzar                     |
| 2003 | Belgien : Zolder                 | Belgien         | Stefan Everts , Steve Ramon , Joël Smets                                 |
| 2004 | Nederländerna : Lierop           | Belgien         | Stefan Everts , Steve Ramon , Kevin Strijbos                             |
| 2005 | Frankrike : Ernée                | USA             | Ricky Carmichael , Ivan Tedesco , Kevin Windham                          |
| 2006 | Storbritannien : Matterley Basin | USA             | James Stewart , Ryan Villopoto , Ivan Tedesco                            |
| 2007 | USA : Budds Creek                | USA             | Ricky Carmichael , Ryan Villopoto , Tim Ferry                            |
| 2008 | Storbritannien : Donington Park  | USA             | James Stewart, Ryan Villopoto, Tim Ferry                                 |
| 2009 | Italien : Franciacorta           | USA             | Ryan Dungey, Jake Weimer, Ivan Tedesco                                   |
| 2010 | USA : Lakewood                   | USA             | Ryan Dungey, Trey Canard, Andrew Short                                   |
| 2011 | Frankrike : St Jean d' Angely    | USA             | Ryan Dungey, Blake Bagget, Ryan Villopoto                                |
| 2012 | Belgien : Lommel                 | Tyskland        | Maximilian Nagl, Ken Roczen, Marcus Schiffer                             |
| 2013 | Tyskland : Teutschenthal         | Belgien         | Ken De Dycker, Jeremy Van Horebeek, Clement Desalle                      |
| 2014 | Lettland: Kegums                 | Frankrike       | Gautier Paulin, Dylan Ferrandis, Steven Frossard                         |
| 2015 | Frankrike: Ernée                 | Frankrike       | Gautier Paulin, Marvin Musquin, Romain Febvre                            |
| 2016 | Italien: Maggiora                | Frankrike       | Gautier Paulin, Benoit Paturel, Romain Febvre                            |
| 2017 | Storbritannien: Matterley Basin  | Frankrike       | Gautier Paulin, Christophe Charlier, Romain Febvre                       |
| 2018 | USA: RedBud                      | Frankrike       | Dylan Ferrandis, Gautier Paulin,                                         |
| 2019 | Nederländerna: Assen             | Nederländerna   | Jeffrey Herlings, Calvin Vlaanderen, Glenn Coldenhoff                    |